# Patinage de vitesse aux Jeux olympiques de 1924 - 10 000 mètres hommes
Navigation
Lake Placid 1932
Le 10 000m masculin des Jeux olympiques d'hiver de 1924 a eu lieu le 27 janvier 1924 au Stade olympique de Chamonix. C'est la première édition de cette épreuve.

## Médaillés
| Or                    | Argent              | Bronze             |
| Julius Skutnabb (FIN) | Clas Thunberg (FIN) | Roald Larsen (NOR) |

## Résultats
| Rang                                | Athlète          | Nationalité | Résultat      |
| ----------------------------------- | ---------------- | ----------- | ------------- |
| Médaille d'or, Jeux olympiques      | Julius Skutnabb  | Finlande    | 18 min 4 s 8  |
| Médaille d'argent, Jeux olympiques  | Clas Thunberg    | Finlande    | 18 min 7 s 8  |
| Médaille de bronze, Jeux olympiques | Roald Larsen     | Norvège     | 18 min 12 s 2 |
| 4                                   | Frithjof Paulsen | Norvège     | 18 min 13 s 0 |
| 5                                   | Harald Strøm     | Norvège     | 18 min 18 s 6 |
| 6                                   | Sigurd Moen      | Norvège     | 18 min 19 s 0 |
| 7                                   | Léonhard Quaglia | France      | 18 min 25 s 0 |
| 8                                   | Valentine Bialas | États-Unis  | 18 min 34 s 0 |
| 9                                   | Richard Donovan  | États-Unis  | 18 min 57 s 0 |
| 10                                  | Asser Wallenius  | Finlande    | 19 min 3 s 8  |
| 11                                  | Alberts Rumba    | Lettonie    | 19 min 14 s 6 |
| 12                                  | Joe Moore        | États-Unis  | 19 min 36 s 2 |
| 13                                  | Harry Kaskey     | États-Unis  | 19 min 45 s 2 |
| 14                                  | Leon Jucewicz    | Pologne     | 20 min 40 s 8 |
| 15                                  | André Gegout     | France      | 21 min 3 s 4  |
| –                                   | Georges de Wilde | France      | DNF           |